# Walker Keith Armistead
Walker Keith Armistead (25 mars 1773 en Virginie – 13 octobre 1845), est un officier de l'United States Army qui commanda le Corps du génie de l'armée des États-Unis en tant que Chief Engineer, de 1818 à 1821.

## Biographie
Armistead est l'un des premiers diplômés de l'Académie militaire de West Point en 1803. Lors de la guerre de 1812, il est Chief Engineer de la Niagara frontier army et des forces défendant la baie de Chesapeake. Il est promu colonel et Chief Engineer le 12 novembre 1818. Lors de la réorganisation de l'Armée le 1er juin 1821, il prend le commandement du 3d Artillery. Il obtient son brevet de brigadier-général en 1828. Lors de la Seconde Guerre séminole, il succède à Zachary Taylor, en 1840, en tant que chef des opérations en Floride, jusqu'en 1841.
Armistead meurt le 13 octobre 1845 à Upperville en Virginie.
Il est le père de Lewis Addison Armistead, brigadier-général dans l'armée confédérée, qui se distingua particulièrement lors de la charge de Pickett, au cours de laquelle il est mortellement blessé.

## Sources
- (en) Corinna Brown Aldrich, Ellen Brown Anderson, Echoes from a distant frontier: the Brown sisters' correspondence from antebellum Florida, Columbia : University of South Carolina Press, 2004.  (ISBN 9781570035364)
- (en) « Colonel Walker Keith Armistead », Portraits and Profiles of Chief Engineers, United States Army Corps of Engineers (consulté le 29 août 2008)